# Farkas Ferenc (alispán)
Boldogfai Farkas Ferenc (Boldogfa, Zala vármegye, 1713. szeptember 22. – Zélpuszta, Zala vármegye, 1770. február 22.) Zala vármegye alispánja, táblabíró, földbirtokos, jogász, a Padányi Biró Márton püspök által alapított titokzatos Angyali Társaságnak tagja.

## Családja és származása

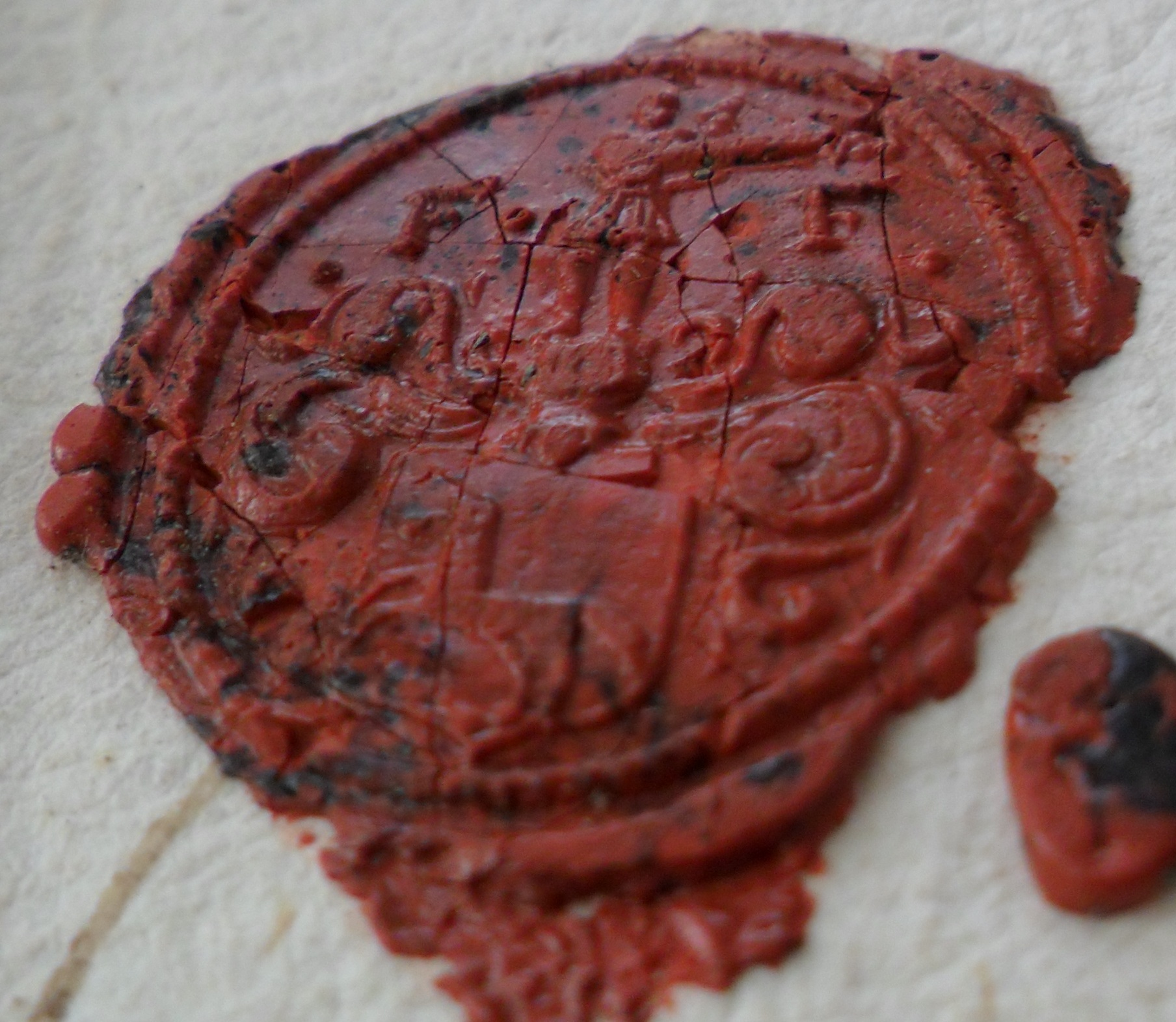
Boldogfai Farkas Ferenc alispán címeres viaszpecsétje

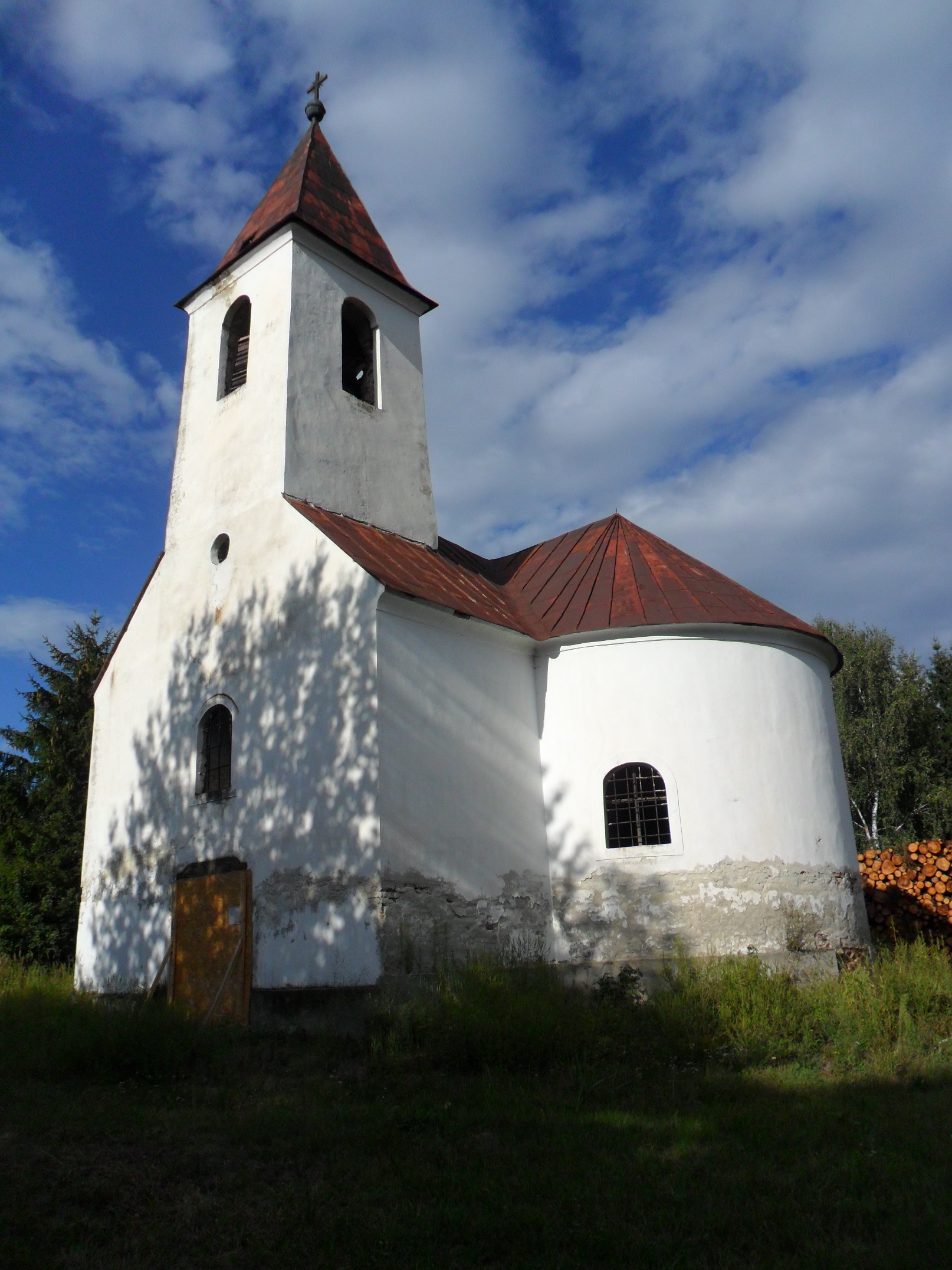
A zélpusztai kápolna. Boldogfai Farkas Ferenc (1713–1770) zalai alispán 1767-ben építtette a családi magán földbirtokán

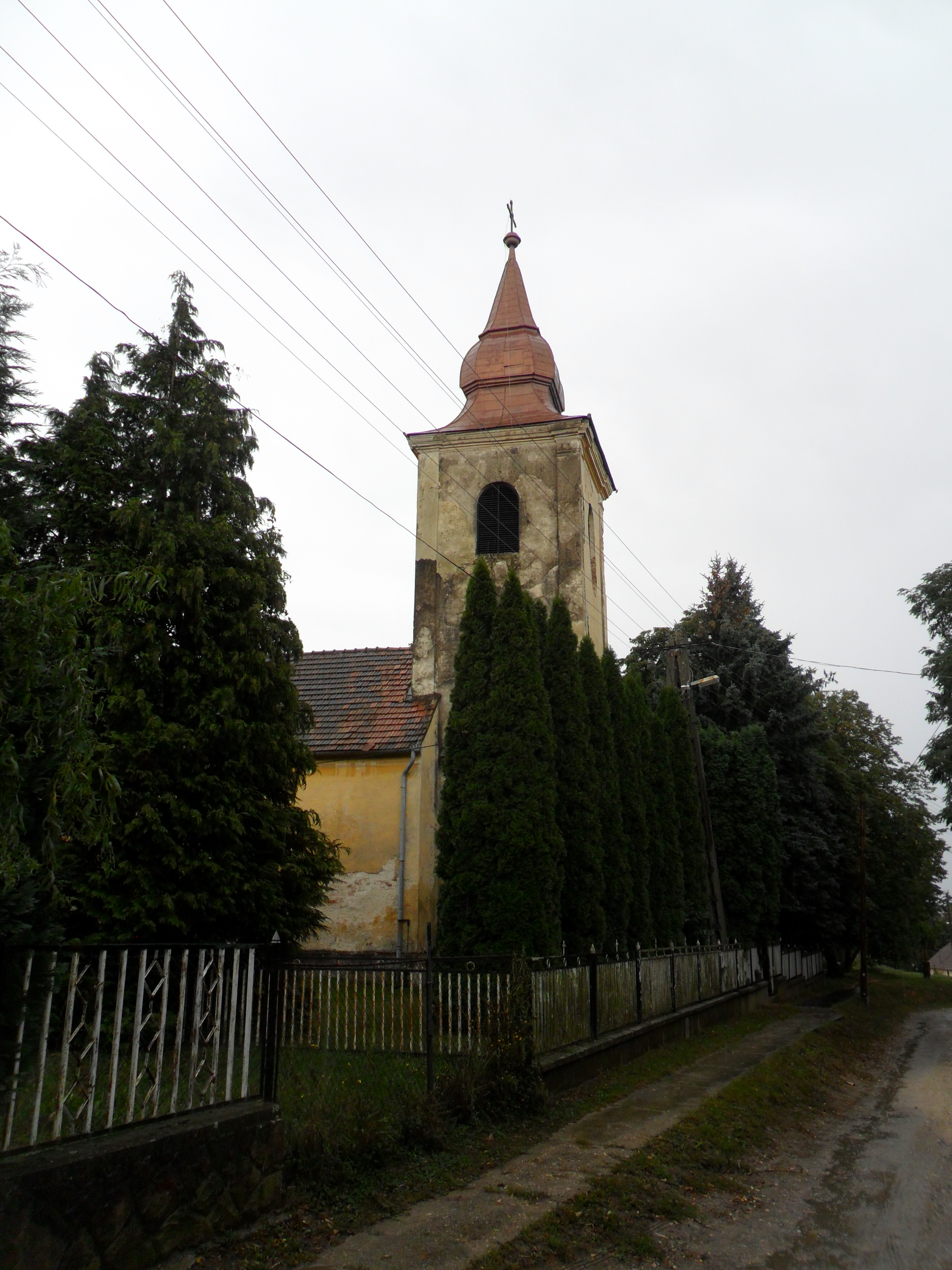
A zalaboldogfai templom. Boldogfai Farkas Ferenc (1713–1770) zalai alispán felújította és bővítette

A tekintélyes dunántúli nemesi boldogfai Farkas családban született. Boldogfai Farkas Jánosnak (†1724), Zala vármegye helyettes főszolgabírájának, földbirtokos és a sidi Sidy család sarjának, sidi Sidy Dorottya (1693–1775) úrnőnek az egyetlen gyermeke és örököse volt. Apai nagyszülei alsóőri Farkas Mihály, törökverő katona, földbirtokos és ságodi Péter Éva (fl. 1687–1702) voltak. Anyai nagyszülei sidi Sidy Mihály (fl. 1672–1711), jogász, az Egervári várkastély vice-kapitánya, zalai főszolgabíró, Zala vármegye követe, földbirtokos és szenterzsébeti Terjék Mária (fl. 1688–1692) voltak; Sidy Mihályné szenterzsébeti Terjék Mária szülei szenterzsébeti Terjék János (fl. 1632–1674), földbirtokos, a nyitrai püspökség és a nyitrai vár tiszttartója, Szelepcsényi György esztergomi érsek familiárisa, és pohroncz-szelepcsényi Maholányi Borbála (fl. 1655) asszony voltak. Farkas Ferenc az anyai nagyanyja révén az ősrégi szenterzsébeti Terjék család, a rudnói Rudnay család, a Maholányi család és a Zichy család leszármazottja volt. Keresztszülei nemes Kálmánczay Ferenc, zalaegerszegi plébános, és báró gyöngyösi Nagy Terézia kisasszony voltak; Nagy Terézia, báró gyöngyösi Nagy Ferenc (†1704), vice-generális, és sárvár-felsővidéki Széchenyi Erzsébet lánya volt. Az anyai nagybátyja sidi Sidy Pál (fl. 1707–1744), a kapornaki járás főszolgabírája, földbirtokos.

## Élete
Tanulmányai befejezése után, a vármegye közigazgatásában kezdett dolgozni; 25 évesen lett az egerszegi járás alszolgabírája. Ezt a tisztséget boldogfai Farkas Ferenc 1738. július 18-ától 1747. augusztus 21-éig töltötte be. Amikor Mária Terézia fegyverbe szólította a magyar nemességet az 1741-iki inszurrekció szervezésében, Zala vármegyében vett részt zalaegerszegi alszolgabíróként. 1747. augusztus 21.-e és 1756. október 11.-e között zalaegerszegi főszolgabíróként tevékenykedett.
Az 1745. szeptember 10-én készült nemes-ságodi birtok-összeírásban Farkas Ferenc főszolgabíró szerepelt a második helyen a listán a tulajdonosok között, mint a kihalt ősrégi nemesi Ságody család nőági leszármazottja és örököse; az apai nagyanyja Farkas Mihályné ságodi Péter Éva volt, az ősrégi Ságody család ivadéka, amely már 1438-ban előfordult az oklevelekben. 1749. december 22-én Farkas Ferenc visszaváltotta a zalaszentgyörgyiektől a zélpusztai földbirtokot, amelyet anyai nagyapja, sidi Sidy Mihály (†1711), az egykori Egervári várkastély vice-kapitánya, évtizedekkel előbb 120 forintért zálogba adott. A zélpusztai birtok később a család lakóhelye lett; Boldogfáról költözött át feleségével és gyerekeivel. A régi zélpusztai kastélyt barokk stílusra építette át és bővítette, valamint angol parkkal vette körül.
1761. október 26-a és 1769. május 2.-a között Zala vármegyei másodalispáni tisztséget töltötte be. Ekkor a vármegye első alispánja forintosházi Forintos Gábor (1723–1782) volt. A Mária Terézia magyar királynő 1765. évi úrbérrendezési rendelete után a parasztmozgalmak Zalában egyre veszélyesebbekké váltak. Az 1766-ban zajlott lázongó jobbágyparasztok zavargásai alatt boldogfai Farkas Ferenc a megye alispánjáként felelős volt a rendteremtésért, valamint a magyar és német katonásság szervezéséért és irányításáért. A megyén belüli komoly katonai mozdulatok után, végül nehezen lecsillapították a rendzavarókat, és vezéreiket elfogatták.
Ahogy szokás volt a korabeli nemes uraknál, vallásos ember volt és hozzájárult a helyi egyházi épületek építésére és felújítására. Az Angyalok Királynőjére felszentelt régi zalaboldogfai templomot Farkas Ferenc alispán építtette újjá, valamint sekrestyét, oratóriumot és kriptát építtetett hozzá. A Zalaszentgyörgy melletti nemeszéli (ma Zélpuszta) birtokán kápolnát építtetett barokk stílusban, amely 230 személyt tudott befogadni főcsarnokában. Szalapatakai Nagy Mihály (1706–1756) alispán felesége barkóczi Rosty Katalin volt, leánytestvére, Rosty Anna (1722–1784) pedig Farkas Ferenc alispán felesége volt; a szalapatakai Nagy házaspár átengedett egy zalalövői birtokrészt a boldogfai Farkas családnak. 1762. június 5-én 900 magyar forintért Farkas Ferenc alispán bérbe szerezte gróf Althan Mihály János zalai főispántól a muraszerdahelyi földbirtokot; a szerződés alapján a hatalmas birtokot Farkas Ferenctől életében a főispán nem tudta volna visszavenni, azonban halála után örökösei per nélkül megtarthatták ha óhajtották volna visszaújítani a szerződést. Farkas Ferenc és sógora, barkóczi Rosty Ferenc (1718–1790), királyi tanácsos, Vas vármegyei alispán, közti igen sűrű levelezése megmaradt, amely a közeli baráti kapcsolatukra utal.
A tehetős boldogfai Farkas Ferenc alispán Mária Terézia korában többezer holddal rendelkezett, és azon belül 10 úrbéri földbirtokkal, megyeszerte, összesen 697 úrbéri holddal rendelkezett: a boldogfai, a csébi, a lövői, a muraszerdahelyi, a nagypáli, a pusztamagyaródi, a pusztaszentpéteri, a salomvári, a teskándi és a zélpusztai birtokai képezték a vagyonának a legnagyobb részét. Ezeken az úrbéri birtokain összesen 31 jobbágy és 38 zsellér családja volt. Ezzel a maga vármegyéjében, a köznemességen belül, az egyik legtehetősebb úrnak bizonyult.

## Házassága és leszármazottjai

A barkóczi Rosty család címere.

1739 körül feleségül vette az előkelő anyai ágibfelmenőkkel rendelkező tekintélyes barkóczi és hadenbergi Rosty családból származó barkóczi Rosty Anna Mária (1722– Zélpuszta, 1784. október 9.) kisasszonyt, akinek a szülei barkóczi Rosty László (fl. 1710-1730), a kőszegi járás főszolgabírója, földbirtokos és a zalalövői Csapody családból való zalalövői Csapody Mária (fl. 1710-1714) voltak. A menyasszony apai nagyszülei barkóczi Rosty István (fl. 1691.–†1718), a gróf németújvári Batthyány család jószágkormányzója (bonorum prefectus), földbirtokos és jobbágyi Jobbágyi Regina (fl. 1691-1694) voltak. Rosty Anna művelt úrnő, valamint szerető és gondos anya volt, aki gyakran önállóan indította be pereskedéseit; a jogi ügyekben saját magát és a gyermekeinek az érdekeit képviselte. Rosty Anna anyai ágon az ősrégi és nagy múltra visszatekintő osztopáni Perneszy család leszármazottja; anyai nagyszülei zalalövői Csapody István (fl. 1663–1702), zalalövői várkapitány, földbirtokos és osztopáni Perneszy Zsófia (fl. 1651–1702) voltak. Farkas Ferencné Rosty Annának az anyai nagyanyai dédszülei osztopáni Perneszy István (fl. 1647-1663), zalalövői várkapitány, földbirtokos és nyéki Rauch Zsuzsanna (fl. 1657) voltak. Perneszy István várkapitánynak a szülei osztopáni Perneszy Ferenc (fl. 1606-†1651), Zala vármegye alispánja, zalalövői várkapitány, földbirtokos és szombathelyi és rajkai Zombathely Zsófia voltak; az utóbbi asszonynak a szülei pedig szombathelyi és rajkai Zombathely György (fl. 1590– 1636), a magyar királyi kamarának a tanácsosa, Moson vármegye alispánja 1606 és 1612, földbirtokos valamint vizkeleti Vizkelethy Ilona (fl. 1622) voltak. Perneszy Istvánné Rauch Zsuzsannának az apja nyéki Rauch Dániel (fl. 1613–1663), kamarai főharmincados, földbirtokos volt. Apai ágon Csapody Istvánné Perneszy Zsófia neves középkori dunántúli családok leszármazottja volt; a bajnai Both család, a németújvári Batthyány család, a polyanai Brodarics család, a csébi Pogány család, az enyingi Török család, az alsólendvai Bánffy család, a Szentgróti család, a thapsoni Anthymus család, a Parlaghy család, a beregszói Hagymássy család valamint a Salamonváry család is szerepeltek az egyenesági felmenői között.
Rosty Annának az anyja révén egyik nagybátyja Gábor György (másképp szalapatakai Nagy György) (fl. 1687–1715), Zala vármegye alispánja, országgyűlési követe, földbirtokos, akinek a neje zalalövői Csapody Katalin (fl. 1710-1728) volt. Boldogfai Farkas Ferencné Rosty Annának az apai nagybátyja barkóczi Rosty István (fl. 1710-†1745), királyi tanácsos, 1730 és 1745 között Vas vármegye alispánja és országgyűlési követe, földbirtokos volt. A vér szerinti anyai nagybátyja zalalövői Csapody Ferenc (1689–1762) Vas vármegye főszolgabírája, nagyszombati kerületi táblai ülnök, földbirtokos volt. Boldogfai Farkas Ferencné Rosty Anna úrnő több zalai és somogyi földbirtokot örökölt az anyai felmenői révén, amelyeken osztozkodott 1739-ben testvéreivel Rosty Ferenc (1718–1790) királyi tanácsossal, vasi alispánnal, szalapatakai Nagy Mihály királyi tanácsosné Rosty Katalinnal és Rosty Jánossal. 1776. szeptember 5.-én boldogfai Farkas Ferencné barkóczi Rosty Anna (1722-1784), unokatestvérével, zalalövői Csapody Erzsébet (1739-1781) asszonnyal, besenyői és velikei Skublics János (1738-1808) feleségével együtt gróf Batthyány Ignác (1741– 1798) egri prépostot intették meg, mint Kehida és Orbányosfa akkori urát a végett, hogy a Perneszy családtól Deák Gáborné hertelendi Hertelendy Anna asszony által bírt neki átadott jószágokat kellő felszámolás után bocsássa vissza; Deák Gáborné Hertelendy Anna a nagy költekezésnek és a korábban keletkezett adósságai miatt 1775. augusztus 10.-én 60 ezer rajnai forintért úgy döntött, hogy 20 évre zálogba adja gróf Batthyány Ignác egri prépostnak a Kehidai és az összes zalai birtokát.
Farkas Ferenc halála után 9 évvel a hátramaradott özvegye Rosty Anna 1779. július 11.-én Zélpusztán írta meg a végrendeletét, amelyen a saját és a férjétől származó birtokait, kúriait, hegyvámjait, szőlői, rétjei, erdőit, bútorait a két leány- és a hét fiúgyermeke közül osztotta szét. Maga a zélpusztai birtokot Farkas László fiára hagyta, akinél lakott özvegysége alatt, és aki egyben ápolta is az anyját. Farkas Ferencet a felesége 13 gyermekkel áldotta meg:
- boldogfai Farkas András (Boldogfa, 1740. október 21.–Zalalövő, 1782. március 14.), zalalövői főszolgabíró, földbirtokos. Neje: csányi Csánÿ Anna (1745.–Rábatótfalu, Vas vármegye, 1800. október 13.).[22]
- boldogfai Farkas János (Boldogfa, 1741. november 17. -Zalaegerszeg, 1788. november 12.),  Zala vármegyei Ítélőszék elnöke, Zala vármegye főjegyzője, hites ügyvéd, földbirtokos. Neje: lovászi és szentmargitai Sümeghy Judit (Alsóbagod, 1754. február 28. – Alsóbagod, 1820. február 15.).
- boldogfai Farkas Ferenc (Boldogfa, 1742. december 13. –Veszprém, 1807. június 4.) jezsuita szerzetes, veszprémi kanonok.
- boldogfai Farkas Mihály (Boldogfa, 1744. április 29. – Boldogfa, 1744. április 29.)
- boldogfai Farkas Anna (Boldogfa, 1746. június 9. –Bekeháza, 1804. február 26.). Férje: csáfordi Csillagh Ádám (1739 – Boldogfa, 1797. szeptember 22.), Zala vármegye főadószedője, első alügyész, vármegyei számvevő, földbirtokos.
- boldogfai Farkas László  (Boldogfa, 1747. július 7. – Zélpuszta, 1796. március 24.), zalalövői alszolgabíró, földbirtokos. Neje lovászi Jagasics Margit (Szentmargita, 1764. május 21. – †Zélpuszta, 1818. február 3.).
- boldogfai Farkas Lajos (Boldogfa, 1750. – Boldogfa, 1779. október 8.), földbirtokos. 1. felesége: felsőőri Bertha Klára (Rábahídvég, 1753. augusztus 5. –Boldogfa, 1776. november 10.) 2. felesége: hertelendi Hertelendy Klára (Rátót, 1760. június 6. – Söjtör, 1816. augusztus 17.)
- boldogfai Farkas Gábor Mátyás (Boldogfa, 1751. február 13. – Boldogfa, 1751. február 13.)
- boldogfai Farkas József (Boldogfa, 1752. április 4. –Pest, 1809. november 10.) piarista pap, a Kolozsvári piarista szeminárium rektora.
- boldogfai Farkas Ignác Márton (Boldogfa, 1753. november 11. – Boldogfa, 1808. december 20.), földbirtokos. Első felesége: muzsaji Dóczy Katalin (Gyulakeszi, 1764. április 5. – Boldogfa, 1794. augusztus 5.). Második felesége: bocsári Svastics Julianna (Szentkereszt, 1771. április 26. – Boldogfa, 1832. január 28.)
- boldogfai Farkas Julianna Katalin (Boldogfa, 1755. április 16. – †?)
- boldogfai Farkas Boldizsár (Boldogfa, 1758. november 10. – Zélpuszta, 1772. október 23.)
- boldogfai Farkas Erzsébet Dorottya (Boldogfa, 1761. április 15. – [Muraréthát]], Zala vármegye, 1801. december 27.) Férje: tubolyszeghi Tuboly László (Szentliszló, 1756. április 10. – Nagylengyel, 1828. május 21.) jogász, főszolgabíró, táblabíró, költő, földbirtokos, szabadkőműves, nyelvújító.